# Bifonazole
Bifonazole (tên thương mại Canespor trong số những người khác ) là một loại thuốc chống nấm imidazole được sử dụng dưới dạng thuốc mỡ.
Nó đã được cấp bằng sáng chế vào năm 1974 và được chấp thuận cho sử dụng y tế vào năm 1983. Ngoài ra còn có sự kết hợp với carbamide để điều trị bệnh nấm móng.

## Tác dụng phụ
Tác dụng phụ phổ biến nhất là cảm giác nóng rát tại trang web ứng dụng. Các phản ứng khác, chẳng hạn như ngứa, chàm hoặc khô da, rất hiếm. Bifonazole là chất ức chế aromatase mạnh.

## Dược lý

### Cơ chế hoạt động
Bifonazole có chế độ tác động kép. Nó ức chế sinh tổng hợp ergosterol ở hai điểm, thông qua chuyển đổi 24-methylendihydrolanosterol thành desmethylsterol, cùng với sự ức chế HMG-CoA. Điều này cho phép các đặc tính diệt nấm chống lại các tế bào da liễu và phân biệt bifonazole với các thuốc chống nấm khác.

### Dược động học
Sáu giờ sau khi sử dụng, nồng độ bifonazole dao động từ 1000 µg/ cm³ trong lớp sừng đến 5 µg/ cm³ trong lớp hạ bì nhú.